# Ophiactis ljungmani
Ophiactis ljungmani is een slangster uit de familie Ophiactidae.
De wetenschappelijke naam van de soort werd in 1887 gepubliceerd door Marktanner-Turneretscher.